# Capillipedium pteropechys
Capillipedium pteropechys är en gräsart som först beskrevs av Benjamin Clarke, och fick sitt nu gällande namn av Otto Stapf. Capillipedium pteropechys ingår i släktet Capillipedium och familjen gräs. Inga underarter finns listade i Catalogue of Life.